# ويليام درايتون أرمسترونغ
ويليام درايتون أرمسترونغ هو سياسي أسترالي، ولد في 28 مارس 1862 في Drayton, Queensland ‏ في أستراليا، وتوفي في 2 يونيو 1936 في Gatton, Queensland ‏ في أستراليا. انتخب Speaker of the Legislative Assembly of Queensland ‏ وانتخب عضو المجلس التشريعي لولاية كوينزلاند ‏.